# Улуг, Исмет
Исмет Улуг (тур. İsmet Uluğ; 1901, Стамбул, Османская империя — 26 августа 1975) — турецкий футболист, игравший на позиции защитника или полузащитника. Боксёр.

## Клубная карьера
Исмет Улуг начинал играть в клубе «Галатасарай». В 1919 году он выступал за «Алтынорду Имданюрду». В том же году Улуг перешёл в «Фенербахче», с которым продолжил свои выступления в Стамбульской футбольной лиге.

## Карьера в сборной
26 октября 1923 года Исмет Улуг дебютировал за сборную Турции в домашнем товарищеском матче против сборной Румынии. Улуг играл за национальную сборную на Олимпийских играх 1924 года, в футбольном турнире которых турки проиграли в первом же раунде сборной Чехословакии со счётом 2:5. Он также принимал участие на Олимпийских играх 1928 года, где сборная Турция была разгромлена сборной Египта со счётом 1:7.

## Статистика выступлений

### В сборной
| Матчи и голы Исмета Улуга за сборную Турции | Матчи и голы Исмета Улуга за сборную Турции | Матчи и голы Исмета Улуга за сборную Турции | Матчи и голы Исмета Улуга за сборную Турции | Матчи и голы Исмета Улуга за сборную Турции | Матчи и голы Исмета Улуга за сборную Турции | Матчи и голы Исмета Улуга за сборную Турции |
| №                                           | Дата                                        | Место проведения                            | Соперник                                    | Счёт                                        | Голы                                        | Соревнование                                |
| ------------------------------------------- | ------------------------------------------- | ------------------------------------------- | ------------------------------------------- | ------------------------------------------- | ------------------------------------------- | ------------------------------------------- |
| 1                                           | 26 октября 1923                             | Таксим, Стамбул                             | Румыния                                     | 2:2                                         | —                                           | Товарищеский матч                           |
| 2                                           | 25 мая 1924                                 | Бержер, Париж                               | Чехословакия                                | 2:5                                         | —                                           | Олимпийские игры                            |
| 3                                           | 17 июня 1924                                | Тёёлён Паллокенття, Хельсинки               | Финляндия                                   | 4:2                                         | —                                           | Товарищеский матч                           |
| 4                                           | 19 июня 1924                                | Калеви, Таллин                              | Эстония                                     | 4:1                                         | —                                           | Товарищеский матч                           |
| 5                                           | 22 июня 1924                                | ЛСБ, Рига                                   | Латвия                                      | 3:1                                         | —                                           | Товарищеский матч                           |
| 6                                           | 29 июня 1924                                | Муниципальный стадион, Лодзь                | Польша                                      | 0:2                                         | —                                           | Товарищеский матч                           |
| 7                                           | 10 апреля 1925                              | Таксим, Стамбул                             | Болгария                                    | 2:1                                         | —                                           | Товарищеский матч                           |
| 8                                           | 15 мая 1925                                 | Истикляль, Анкара                           | СССР                                        | 1:2                                         | —                                           | Товарищеский матч                           |
| 9                                           | 14 октября 1927                             | Таксим, Стамбул                             | Болгария                                    | 3:1                                         | —                                           | Товарищеский матч                           |
| 10                                          | 15 апреля 1928                              | Глория ЧФР, Арад                            | Румыния                                     | 2:4                                         | —                                           | Товарищеский матч                           |
| 11                                          | 28 мая 1928                                 | Олимпийский стадион, Амстердам              | Египет                                      | 1:7                                         | —                                           | Олимпийские игры                            |

Итого: 11 матчей / 0 голов; eu-football.info.